# Potokî, Tarașcea
Potokî (în ucraineană Потоки) este un sat în comuna Lisovîci din raionul Tarașcea, regiunea Kiev, Ucraina.

## Demografie
Componența lingvistică a localității Potokî
     Ucraineană (97,77%)
     Rusă (2,23%)
Conform recensământului din 2001, majoritatea populației localității Potokî era vorbitoare de ucraineană (97,77%), existând în minoritate și vorbitori de rusă (2,23%).